# Krzywa Gompertza
Krzywa Gompertza lub funkcja Gompertza – rodzaj matematycznego modelu szeregu czasowego nazwany na cześć Benjamina Gompertza (1779–1865). Krzywa Gompertza to funkcja sigmoidalna opisująca proces, w którym na początku danego okresu zjawisko rośnie powoli, następnie tempo wzrostu przyspiesza, a pod koniec okresu ponownie spada. W przypadku tej krzywej tempo zbliżania się do prawej (górnej) asymptoty jest znacznie bardziej stopniowe niż tempo zbliżania się do lewej (dolnej) asymptoty, co odróżnia ją od funkcji logistycznej, której wykres zbliża się do obu asymptot w sposób symetryczny. Funkcja Gompertza jest szczególnym przypadkiem uogólnionej funkcji logistycznej. Początkowo została opracowana w celu opisu śmiertelności ludzi, jednak z czasem znalazła zastosowanie także w biologii, m.in. do opisu dynamiki populacji.

## Wzór
{\displaystyle f(t)=a\mathrm {e} ^{-b\mathrm {e} ^{-ct}}}
W powyższym wzorze:
- a jest asymptotą, ponieważ {\textstyle \lim _{t\to \infty }a\mathrm {e} ^{-b\mathrm {e} ^{-ct}}=a\mathrm {e} ^{0}=a},
- b steruje położeniem wzdłuż osi x (przesuwa wykres w lewo lub w prawo),
- c jest parametrem odpowiedzialnym za tempo wzrostu,
- e jest podstawą logarytmu naturalnego (e = 2,71828...)

Krzywa {\textstyle f(t)=a\mathrm {e} ^{-b\mathrm {e} ^{-ct}}=ae^{-e^{-ct+\ln b}}} ma taki sam kształt jak {\displaystyle f(t)=e^{-e^{-t}}} po przekształceniu afinicznym.

## Przykładowe zastosowania
- Modelowanie popularności telefonów komórkowych, gdzie początkowo koszty były wysokie (powolny wzrost), po czym nastąpił okres szybkiego rozwoju, po którym z kolei doszło do spowolnienia wraz z osiągnięciem nasycenia[1].
- Populacja na ograniczonej przestrzeni, ponieważ współczynnik urodzeń najpierw rośnie, a następnie zwalnia w miarę zbliżania się limitu zasobów[2].
- Modelowanie rozwoju nowotworów[3].
- Badanie rozprzestrzeniania się choroby